# Foot Loose & Fancy Free
Foot Loose & Fancy Free es el octavo álbum de estudio del cantante británico Rod Stewart, publicado en 1977 por Riva Records en el Reino Unido y por Warner Bros. Records para los Estados Unidos. Según la crítica, en esencia sigue la misma fórmula de los anteriores trabajos A Night on the Town y Atlantic Crossing, en cuanto a producción y composición de los temas.
Con esta producción comenzó a trabajar con el compositor y guitarrista Gary Grainger, coescribiendo algunos temas. Además colaboró el baterista Carmine Appice, con quien estrecha un buen lazo de amistad. Ambos músicos participarían con él en algunos álbumes posteriores. Por otro lado, solo incluye dos covers de otros artistas como «You Keep Me Hangin' On» del grupo femenino The Supremes y «(If Loving You Is Wrong) I Don't Want to Be Right» del vocalista de rhythm and blues Luther Ingram.

## Recepción comercial y promoción
Obtuvo el segundo puesto en la lista estadounidense Billboard 200 y la tercera posición en los UK Albums Chart, convirtiéndose en el primer disco que no logra el primer puesto en su propio país desde Gasoline Alley de 1971. De igual manera llegó hasta el primer lugar en las listas holandesa, australiana y neozelandesa. Además en 1984 se certificó con triple disco de platino en los Estados Unidos, luego de vender más de 3 millones de copias. A su vez en el Reino Unido recibió la certificación de disco de platino en el mismo año, tras superar las 300 000 copias vendidas.
Para promocionarlo fueron lanzados cuatro canciones como sencillos; «You're Insane», «I Was Only Joking», «Hot Legs» y «You're in My Heart (The Final Acclaim)», siendo estos últimos tres lo más exitosos. Cabe mencionar que «You're in My Heart (The Final Acclaim)» fue certificado con disco de oro en los Estados Unidos, otorgado por la Recording Industry Association of America en 1978.

## Lista de canciones
| N.º | Título                                                                       | Escritor(es)                               | Duración |  |
| 1.  | «Hot Legs»                                                                   | Stewart                                    | 5:14     |  |
| 2.  | «You're Insane»                                                              | Stewart, Phil Chen                         | 4:48     |  |
| 3.  | «You're in My Heart (The Final Acclaim)»                                     | Stewart                                    | 4:30     |  |
| 4.  | «Born Loose»                                                                 | Stewart, Gary Grainger, Jim Cregan         | 6:02     |  |
| 5.  | «You Keep Me Hangin' On» (cover de The Supremes)                             | Holland-Dozier-Holland                     | 7:28     |  |
| 6.  | «(If Loving You Is Wrong) I Don't Want to Be Right» (cover de Luther Ingram) | Homer Banks, Carl Hampton, Raymond Jackson | 5:23     |  |
| 7.  | «You Got A Nerve»                                                            | Stewart, Grainger                          | 4:59     |  |
| 8.  | «I Was Only Joking»                                                          | Stewart, Grainger                          | 6:07     |  |

## Posicionamiento en listas semanales
| País           | Lista                 | Posición |
| -------------- | --------------------- | -------- |
| Canadá         | Canadian Albums Chart | 1        |
| Países Bajos   | MegaCharts            | 1        |
| Australia      | ARIA Charts           | 1        |
| Nueva Zelanda  | RIANZ Charts          | 1        |
| Estados Unidos | Billboard 200         | 2        |
| Reino Unido    | UK Albums Chart       | 3        |
| Suecia         | Sverigetopplistan     | 6        |
| Noruega        | VG-lista              | 6        |
| Japón          | Japan Albums Chart    | 19       |
| Alemania       | Media Control Charts  | 34       |

## Certificaciones
| País           | Organismo certificador | Certificación        | Ventas certificadas | Ref.   |
| -------------- | ---------------------- | -------------------- | ------------------- | ------ |
| Estados Unidos | RIAA                   | 3x Triple platino    | 3 000               | [ 6 ]  |
| Canadá         | CRIA                   | 4x Cuádruple platino | 400 000             | [ 15 ] |
| Reino Unido    | BPI                    | Platino              | 300 000             | [ 7 ]  |
| Hong Kong      | IFPI - Hong Kong       | Platino              | 15 000              | [ 16 ] |

## Músicos
- Rod Stewart: voz
- Jim Cregan: guitarra rítmica y coros
- Gary Grainger y Billy Peek: guitarra principal y coros
- Phil Chen: bajo y coros
- John Barlow Jarvis: teclados y coros
- Carmine Appice: batería y coros

### Músicos adicionales
- Nicky Hopkins, David Foster: teclados
- Paulinho da Costa, Tommy Vig: percusiónes
- Steve Cropper, Fred Tackett: guitarras
- Richard Greene: violín
- Phil Kenzie: trompa
- Roger Bethelmy - batería
- John Mayall - armónica
- Mark Stein - coros
- Andy Johns - coros